# Odynerus antheus
Odynerus antheus är en stekelart som först beskrevs av Cameron.  Odynerus antheus ingår i släktet lergetingar, och familjen Eumenidae. Inga underarter finns listade i Catalogue of Life.